# Bradleyeffekten
Bradleyeffekten, ibland även kallad Wildereffekten, är ett fenomen som innebär att en opinionsundersökning överrapporterar politiskt korrekta svar. Bradleyeffekten är den ibland oväntat stora skillnad som uppstår mellan opinionsmätningar och det faktiska utfallet av ett allmänt val eller en folkomröstning. 

## Ursprung
Uttrycket härrör från den afroamerikan som ledde opinionsmätningarna till guvernörsvalet i Kalifornien 1982, Tom Bradley, men som likafullt förlorade valet till en vit kandidat.

## USA
Bradleyeffekten har observerats i USA där afroamerikanska kandidater i val har högre resultat i opinionsundersökningar än i val. Man menar att amerikaner i opinionsundersökningar säger sig vara mer positiva till afroamerikaner än vad de egentligen är, när de väl kommer till valurnorna så röstar de ändå enligt egen övertygelse. Storleken på denna effekt diskuteras ofta, och det finns skillnader mellan olika amerikanska delstater, det finns anledning att anta att den är större i söder än vad den är i norr, samt att den är mindre i liberalt dominerade stater än vad den är i konservativa stater.

## Sverige
I Sverige har Bradleyeffekten angetts som orsak till att Sverigedemokraterna underrapporterats i opinionsundersökningar. Metoderna för opinionsundersökningar har successivt utvecklats vilket bland annat inför valet 2018 ibland gett betydande skillnader mellan olika opinionsinstitut.